# Johann Bahr
Johann Bahr, född mellan 1610 och 1615 i Schleswig, död  1670 i Visby, Gotland, var en svensk domkyrkoorganist i Visby domkyrka. Som tonsättare var han verksam inom den nordtyska barocken.
Sigillet till släkten föreställer en Björn. Brodern Eric stavade namnet Bähr som betyder björn på tyska.

## Biografi
Bahr studerade troligtvis i Hamburg. Kom till Visby omkring 1630-talet från Schlewig. Var från 1633 assisterande organist  i Visby domkyrkoförsamling till ordinarie organisten David Herlicius. Han kom att efterträdde honom som ordinarie organist 1638 (detta skrevs även in på  orgelhusets dörrar). Bahr gift sig med Elsa Munck, som var änka till en köpman och syster till Visby stadskaplan. 1642 fick de en son tillsammans vid namn Peter Bahr. Bahr avlider 1670 och begravdes 3 juni 1670. 
Bahr hade en bror som hette Eric Bahr och kom till Visby från Schlewig 1620. Han arbetade i Visby som skomakare.

### Familj
- Johann Bahr gifts sig med Elsa Munck. De fick tillsammans barnen:
  - Peder Munck Bahr (1642−1724). organist och efterträdare till faders tjänst.

## Verklista
Verken är hämtade från Visbytabulaturen (Johann Bahrs tabulatorbok) och Källungeboken. 

### Vokalverk
- So ziehet hin. Konsert för fyra röster.
- Befiehle dem Herren deine Wege, 1666. Konsert för soliströst.

### Orgelverk
- Magnificat Octavi Toni a 4 voc.
- O lux beata Trinitas, 1655.